# Germaine Goblot
Pour les articles homonymes, voir Goblot.
Germaine Goblot (1892-1948) est un professeur d'allemand et spécialiste de l'Allemagne, une française qui au risque de sa vie cache chez elle des juifs durant la Seconde Guerre mondiale.

## Biographie
Germaine Goblot est née le 15 avril 1892 à Angers. Elle est la fille d'Edmond Goblot et de Cornélie Martet. 
Edmond Laurent Léonce Goblot dit Edmond Goblot (13 novembre 1858 à Mamers - 9 août 1935 à Labaroche) est un célèbre philosophe des sciences, ami de jeunesse de Jean Jaurès et dreyfusard (Affaire Dreyfus).
Cornélie (Lilie) Martet (27 avril 1873, Angers, Maine et Loire, Pays de la Loire-1964) est la sœur de l'écrivain Jean Martet qui fut secrétaire de Georges Clémenceau. Edmond Goblot et Cornélie Martet se marient en mai 1891 à Angers, Maine-et-Loire, Pays de la Loire.
Germaine Goblot a une sœur cadette, Hélène Goblot (1898-1923), morte à l'âge de 25 ans.
Elle a aussi un frère plus jeune, François Goblot (1904-1974),  professeur de philosophie.
Les Goblot sont une famille de professeurs.

### Professeur d'allemand
Germaine Goblot devient agrégée d'allemand en 1917.
Avant la Seconde Guerre mondiale, elle est professeur d'allemand au Lycée des Pontonniers (aujourd'hui appelé Lycée international des Pontonniers) à Strasbourg. Elle enseigne ensuite à Lyon.

### Karl Kraus
Elle est l'auteur d'une biographie de l'écrivain Karl Kraus (1874-1936),,.  
Écrivant dans la Revue pédagogique, cette germaniste « déplore le nationalisme xénophobique évident à travers le curriculum allemand ».

### Seconde Guerre mondiale
Germaine Goblot répond à l'appel, lorsque Antoinette Feuerwerker,, résistante et épouse de David Feuerwerker, le rabbin de Brive-la-Gaillarde, lui demande de l'héberger à Lyon clandestinement avec son bébé Atara (Atara Marmor), ses parents, et sa sœur Hedwige, dans les derniers mois de la guerre, pour échapper aux nazis. Elle n'hésite pas, malgré  les risques pour elle, sa mère Lilie Goblot, et son frère, François Goblot.

### Mort
Germaine Goblot, restée célibataire, est morte le samedi 21 février 1948 au 55, chemin des Mûres, Lyon 5ème, à l'âge de 55 ans. Elle est enterrée le lundi 23 février 1948 au Cimetière de Caluire et Cuire.